# رودسيا الشمالية
كانت رودسيا الشمالية محمية في جنوب وسط أفريقيا، تشكلت في عام 1911 من خلال دمج المحميتين السابقتين لرودسيا الشمالية الغربية، بروتسلاند ورودسيا الشمالية الشرقية. كانت تدار في البداية، كما كان الحال في المحميتين السابقتين، من قبل شركة جنوب أفريقيا البريطانية (بي إس إيه سي)، وهي شركة مرخصة، نيابة عن الحكومة البريطانية. منذ عام 1924، كانت تدار من قبل الحكومة البريطانية كمحمية، في ظل ظروف مماثلة للمحميات الأخرى التي كانت تديرها بريطانيا، وأُلغِيَت الأحكام الخاصة المطلوبة عندما كانت تديرها شركة جنوب أفريقيا البريطانية.
على الرغم من ذلك، ولأنها مدارة بموجب ميثاق شركة جنوب أفريقيا البريطانية، وتملكها لميزات مستعمرة مرخصة، ومعاهدات شركة جنوب أفريقيا البريطانية مع الحكام المحليين، والتشريع البريطاني، فإنها اكتسبت مكانة محمية. اجتذبت المنطقة عددًا صغيرًا نسبيًا من المستوطنين الأوروبيين، ولكن منذ الوقت الذي حصلوا فيه على تمثيل سياسي لأول مرة، كانوا يحرضون على حكم أقلية بيضاء، إما ككيان منفصل أو مرتبطين برودسيا الجنوبية وربما نياسالاند. جعلت الثروة المعدنية لرودسيا الشمالية الاندماج الكامل جذابًا للسياسيين الروديسيين الجنوبيين، لكن الحكومة البريطانية فضلت وجود رابطة أكثر مرونة لتشمل نياسالاند. كان الهدف من ذلك حماية الأفارقة في شمال رودسيا ونياسالاند من قوانين جنوب رودسيا التمييزية. لم يكن اتحاد رودسيا ونياسالاند، الذي تشكل عام 1953، يحظى بشعبية كبيرة بين الأغلبية الأفريقية الشاسعة، وقد عجل تشكيله بالدعوات لحكم الأغلبية. نتيجة لهذا الضغط، أصبحت الدولة مستقلة في عام 1964 باسم زامبيا.
أشار مصطلح «رودسيا» الجغرافي، بخلاف المصطلح السياسي، إلى المنطقة التي ضمت إجمالًا منطقتي زامبيا وزيمبابوي اليوم. منذ عام 1964، كانت تشير فقط إلى رودسيا الجنوبية السابقة.

## شركة جنوب أفريقيا البريطانية

### إرساء سيطرة شركة جنوب أفريقيا البريطانية
اشْتُقَّ اسم «رودسيا» من سيسيل جون رودس، الرأسمالي البريطاني وباني الإمبراطورية الذي كان شخصية موجهة في التوسع البريطاني شمال نهر ليمبوبو إلى جنوب وسط أفريقيا. دفع رودس النفوذ البريطاني إلى المنطقة من خلال الحصول على حقوق التعدين من الزعماء المحليين بموجب معاهدات مشكوك فيها. بعد تحقيق ثروة هائلة في مجال التعدين في جنوب أفريقيا، كان يطمح إلى توسيع الإمبراطورية البريطانية شمالًا، وصولًا إلى القاهرة إن أمكن، على الرغم من أن ذلك كان يفوق بكثير موارد أي شركة تجارية. كان التركيز الرئيسي لرودس منصبًا على جنوب زامبيزي، في ماشونالاند والمناطق الساحلية إلى الشرق، وعندما لم تتحقق الثروة المتوقعة من ماشونالاند، لم يكن هناك سوى القليل من الأموال المتبقية لتطوير كبير في المنطقة الواقعة شمال زامبيزي، والتي أراد الاحتفاظ بها بأرخص سعر ممكن. على الرغم من أن رودس أرسل مستوطنين أوروبيين إلى المنطقة التي أصبحت رودسيا الجنوبية، فإنه قصر مشاركته في شمال زامبيزي على تشجيع وتمويل الحملات البريطانية لإدخالها في مجال النفوذ البريطاني.
أسس المبعوثون البريطانيون أنفسهم بالفعل في نياسالاند، وفي عام 1890، أرسل المكتب الاستعماري للحكومة البريطانية هاري جونستون إلى هذه المنطقة، التي أعلنها محمية، وسميت فيما بعد محمية أفريقيا الوسطى البريطانية. احتوى ميثاق شركة جنوب أفريقيا البريطانية على حدود غامضة فقط على النطاق الشمالي لمنطقة نفوذ الشركة، وأرسل رودس المبعوثان جوزيف تومسون وألفريد شارب لعقد معاهدات مع الزعماء في المنطقة غرب نياسالاند. اعتبر رودس أيضًا باروتسلاند منطقة مناسبة لعمليات شركة جنوب أفريقيا البريطانية وبوابة لرواسب نحاس كاتانغا. سعى ليوانيكا، ملك شعب اللوزي في بروتسلاند، إلى الحصول على الحماية الأوروبية بسبب الاضطرابات الداخلية وتهديد غارات النديبيلي. بمساعدة فرانسوا كويلارد من الجمعية التبشيرية الإنجيلية في باريس، صاغ التماسًا طلب فيه الحماية البريطانية في عام 1889، لكن المكتب الاستعماري لم يتخذ أي إجراء فوري بشأنه. مع ذلك، تحرك رودس بإرسال فرانك إليوت لوكنر إلى بروتسلاند للحصول على عقد امتياز وعرض دفع نفقات محمية هناك. أخبر لوكنر ليوانيكا أن شركة جنوب أفريقيا البريطانية مثلت الحكومة البريطانية، وفي 27 يونيو 1890، وافق ليوانيكا على عقد امتياز معدني حصري. أعطى (امتيازُ لوكنر) الشركةَ حقوق التعدين على كامل المنطقة التي كان فيها ليوانيكا الحاكم الأساسي في مقابل إعانة سنوية ووعد بالحماية البريطانية، وهو الوعد الذي لم يكن لدى لوكنر السلطة لإعطائه. على الرغم من ذلك، نصحت شركة جنوب أفريقيا البريطانية وزارة الخارجية بأن اللوزي قد قبلوا الحماية البريطانية. نتيجة لذلك، ادُّعِيَ أن بروتسلاند كانت ضمن نطاق النفوذ البريطاني بموجب المعاهدة الأنغلو برتغالية لعام 1891، على الرغم من أن الحدود مع أنغولا لم تُثبَّت حتى عام 1905.
في عام 1889، على الرغم من أن بريطانيا اعترفت بحقوق الرابطة الدولية للكونغو في أقسام كبيرة من حوض الكونغو، التي شكلت دولة الكونغو الحرة تحت الحكم الشخصي للملك ليوبولد الثاني، فإنها لم تقبل احتلالها الفعال لكاتانغا، التي كانت معروفة باحتوائها على النحاس وكان يعتقد أنها قد تحتوي أيضًا على الذهب. أراد رودس -ربما بدفع من هاري جونستون- امتيازًا معدنيًا لشركة جنوب أفريقيا البريطانية في كاتانغا. أرسل ألفريد شارب للحصول على معاهدة من حاكمها، مسيري، الذي كان من شأنه أن يمنح عقد الامتياز ويحول مملكته إلى محمية بريطانية. كان ليوبولد الثاني ملك بلجيكا مهتمًا أيضًا بكاتانغا، وعانى رودس من إحدى انتكاساته القليلة عندما حصلت بعثة بلجيكية بقيادة بول لو مارينيل في أبريل 1891 على موافقة مسيري على دخول أفراد دولة الكونغو الحرة إلى أراضيه، وهو ما فعلوه بقوات في عام 1892. أنتجت هذه المعاهدة النتوء الشاذ لعنيق الكونغو.

### تثبيت الحدود
كانت المرحلتان في الحصول على الأراضي في أفريقيا بعد مؤتمر برلين هما: أولًا، الدخول في معاهدات مع الحكام المحليين، وثانيًا، إبرام معاهدات ثنائية مع قوى أوروبية أخرى. من خلال سلسلة من الاتفاقات المبرمة بين عامي 1890 و1910، منح ليوانيكا امتيازات غطت منطقة رودسيا الشمالية الغربية، بروتسلاند، وتفاوض على سلسلة ثانية غطت الجزء المتنازع عليه من رودسيا الشمالية الشرقية من قبل جوزيف تومسون وألفريد شارب مع الزعماء المحليين في 1890 و1891.
حددت المعاهدة الأنغلو برتغالية لعام 1891 الموقعة في لشبونة في 11 يونيو 1891 بين المملكة المتحدة والبرتغال الحدود بين الأراضي التي أدارتها شركة جنوب أفريقيا البريطانية في شمال شرق رودسيا وموزمبيق البرتغالية. أعلنت أن بروتسلاند كانت ضمن نطاق النفوذ البريطاني، وثُبِّتَت الحدود بين شمال غرب رودسيا التي أدارتها شركة جنوب أفريقيا البريطانية (الآن في زامبيا)، و أنغولا البرتغالية، على الرغم من أن حدودها مع أنغولا لم تُرسم على الأرض حتى وقت لاحق. وُوفِق على الحدود الشمالية للأراضي البريطانية في شمال شرق رودسيا ومحمية أفريقيا الوسطى البريطانية ضمن الاتفاقية الأنغلو ألمانية في عام 1890، التي حددت أيضًا الحدود القصيرة جدًا بين شمال رودسيا الغربية وجنوب غرب أفريقيا الألمانية، وهي ناميبيا الآن. تحددت الحدود بين دولة الكونغو الحرة والأراضي البريطانية بموجب معاهدة في عام 1894، على الرغم من وجود بعض التعديلات الطفيفة حتى الثلاثينيات.
ثُبِّتَت الحدود مع الأراضي البريطانية الأخرى بموجب قرارات من المجلس، وثُبِّتَت الحدود بين محمية وسط أفريقيا البريطانية وشمال شرق رودسيا في عام 1891 عند حد التصريف بين بحيرة ملاوي ونهر لوانغوا، وأصبح نهر زامبيزي الحد بين شمال غرب رودسيا وجنوب رودسيا في عام 1898.